# Voúlpi
Voúlpi är en ort i Grekland.   Den ligger i prefekturen Nomós Evrytanías och regionen Grekiska fastlandet, i den centrala delen av landet, 220 km nordväst om huvudstaden Aten. Voúlpi ligger 678 meter över havet och antalet invånare är 268.
Terrängen runt Voúlpi är kuperad åt sydväst, men åt nordost är den bergig. Runt Voúlpi är det glesbefolkat, med 10 invånare per kvadratkilometer. Närmaste större samhälle är Ágrafa, 14,1 km nordost om Voúlpi. I omgivningarna runt Voúlpi växer i huvudsak blandskog.